# Ronnie Wood
Ronald David "Ronnie" Wood (Hillingdon, Middlesex, 1 de junio de 1947) es un músico y compositor británico, conocido principalmente por ser uno de los miembros oficiales de The Rolling Stones desde 1975 y por haber pertenecido a las bandas Faces, The Jeff Beck Group y The Birds. Wood comenzó su carrera en 1964 cuando se unió a The Birds como guitarrista. Luego se unió al grupo mod The Creation, aunque su participación con la banda fue muy corta. Wood se unió a la banda de Jeff Beck en 1967 como bajista. Con la agrupación lanzó dos álbumes, Truth y Beck-Ola, que se convirtieron en éxitos moderados.
El grupo se separó en 1969 y Wood se unió a los músicos Rod Stewart, Ronnie Lane, Ian McLagan y Kenney Jones en un nuevo grupo llamado Faces. La agrupación logró éxito en el Reino Unido y en Europa continental, aunque fueron relegados al estado de culto en los Estados Unidos. Faces lanzó su álbum debut, First Step, en 1970. La banda publicó Long Player y A Nod Is As Good Wink... to a Blind Horse en 1971. Su último LP, titulado Ooh La La, fue publicado en 1973.
Cuando el grupo comenzó a separarse, Wood comenzó varios proyectos en solitario y finalmente grabó su primer LP, I've Got My Own Album to Do, en 1974. El álbum contó con la colaboración del antiguo Beatle George Harrison y de Keith Richards de los Rolling Stones, un viejo amigo de Wood. Richards más tarde invitó a Wood a unirse a los Rolling Stones, después de la partida de Mick Taylor. Wood se unió en 1975 y se ha mantenido como miembro de la banda desde entonces.
Wood ha grabado otros trabajos en solitario. Su disco Now Look fue lanzado en 1975, alcanzando la posición N.º 118 en la lista Billboard. Colaboró con Ronnie Lane para grabar la banda sonora Mahoney's Last Stand y publicó Gimme Some Neck en 1979, disco que alcanzó la posición N.º 45 en los Estados Unidos. En 1981 publicó 1234, álbum que logró ubicarse en el puesto n.º 164 de las listas. Publicó Slide on This en 1992, Not for Beginners en 2002 y I Feel Like Playing en 2010. Como miembro de los Rolling Stones, Wood fue presentado en el Salón de la Fama del Rock and Roll en 1989. En 2012, como miembro de Faces, recibió nuevamente dicha distinción.

## Primeros años
Wood nació el 1 de junio de 1947, en Hillingdon, localidad ubicada a 14 millas de Londres, en el seno de una familia de «gitanos del agua», criado durante los años de la posguerra resultante de la II Guerra Mundial. Su generación fue la primera de la familia en nacer en tierra firme.
Creció en Yiewsley y asistió a St. Stephen's Infant School, St. Matthew's Church of England Primary School y la St. Martin's C of E Secondary Modern School West Drayton. Wood es fanático del club de fútbol del campeonato inglés West Bromwich Albion.
La familia Wood al completo cantaba temas populares con sus amigos, tocando pianos y armónicas como acompañamiento. En su casa se celebraban a menudo fiestas que montaban sus hermanos (también músicos, seguidores del jazz y del blues) y Wood no se perdía ninguna, aumentando así su afán por la música.
Sus hermanos le regalaron su primera guitarra, una española, con la que fue aprendiendo y progresando, hasta que posteriormente se unió a The Birds. Wood empezó pintando rótulos para anuncios publicitarios y siguió practicando la pintura, hasta convertirse en un gran pintor aficionado.

## Carrera musical

### Años 1960
Wood comenzó su carrera como músico profesional en 1964 como guitarrista de The Birds, una banda de R&B de Yiewsley, Middlesex (no confundir con el grupo estadounidense The Byrds). Un popular acto en vivo con una considerable base de admiradores, The Birds lanzaron varios sencillos a mediados de la década de 1960. Wood escribió casi la mitad de las canciones que el grupo grabó.
En 1967 la banda se separó y Wood participó brevemente en un proyecto llamado Santa Barbera Machine Head antes de unirse al The Jeff Beck Group como bajista. Junto con el vocalista Rod Stewart, Wood realizó varias giras con Beck y grabó dos álbumes, Truth en 1968 y Beck-Ola en 1969. Mientras era miembro de The Jeff Beck Group, Wood también trabajó con la banda mod The Creation.
En 1969, tras la salida de Steve Marriott de la banda Small Faces, Wood comenzó a trabajar con los miembros restantes de ese grupo, volviendo a su instrumento preferido, la guitarra. Esta formación, además de Rod Stewart y Kim Gardner, se asoció con el hermano de Ronnie, Art Wood, en una formación llamada Quiet Melon, realizando un puñado de grabaciones en mayo de 1969. Después de la quinta gira estadounidense de The Jeff Beck Group en julio, Wood y Stewart se unieron a los antiguos Small Faces a tiempo completo, y el nombre de la banda se cambió a Faces. Durante el verano de 1969 esta nueva formación entró al estudio para grabar el álbum An Old Raincoat Won't Ever Let You Down, primer disco en solitario de Stewart. La banda de acompañamiento también incluía a Ian McLagan, Keith Emerson, Micky Waller y los guitarristas Martin Pugh y Martin Quittenton.

### Años 1970

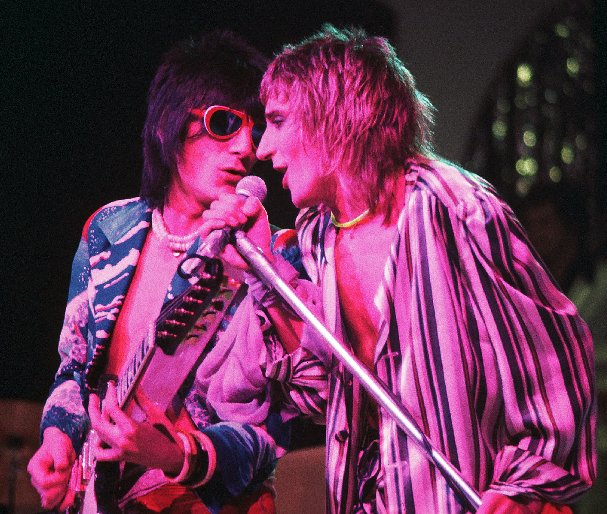
Wood (izquierda) junto a Rod Stewart en 1975.

En la primera mitad de la década de 1970, la banda Faces publicó cuatro álbumes de estudio con buena aceptación de la crítica y los fanáticos. Además de su distintivo sonido de guitarra, Wood tocó la armónica, cantó, tocó el bajo y escribió varias canciones populares de la banda como «Stay with Me» y «Ooh La La». También tocó en algunos álbumes como solista de Stewart, colaborando en la composición de las canciones «Gasoline Alley» y «Every Picture Tells a Story».
En 1972 Wood y Ronnie Lane compusieron la banda sonora de la película Mahoney's Last Stand, con la contribución de los músicos Ian McLagan, Kenney Jones, Pete Townshend y Ric Grech. Wood se presentó junto a Townshend, Grech, Steve Winwood, Jim Capaldi y Eric Clapton en el evento Rainbow Concert de 1973.
En 1973 Wood le pidió a su amigo Mick Taylor, a quien conoció en la década de 1960, que participara en la grabación de su primer álbum como solista. En diciembre de 1973, Wood colaboró con Mick Jagger en la canción «It's Only Rock'n Roll (But I Like It)». Eventualmente, Jagger y Keith Richards también colaboraron en el mencionado álbum como solista de Ronnie. I've Got My Own Album to Do fue publicado en 1974 y grabado en el estudio privado de Wood, en el sótano de su casa cerca de Londres, The Wick.

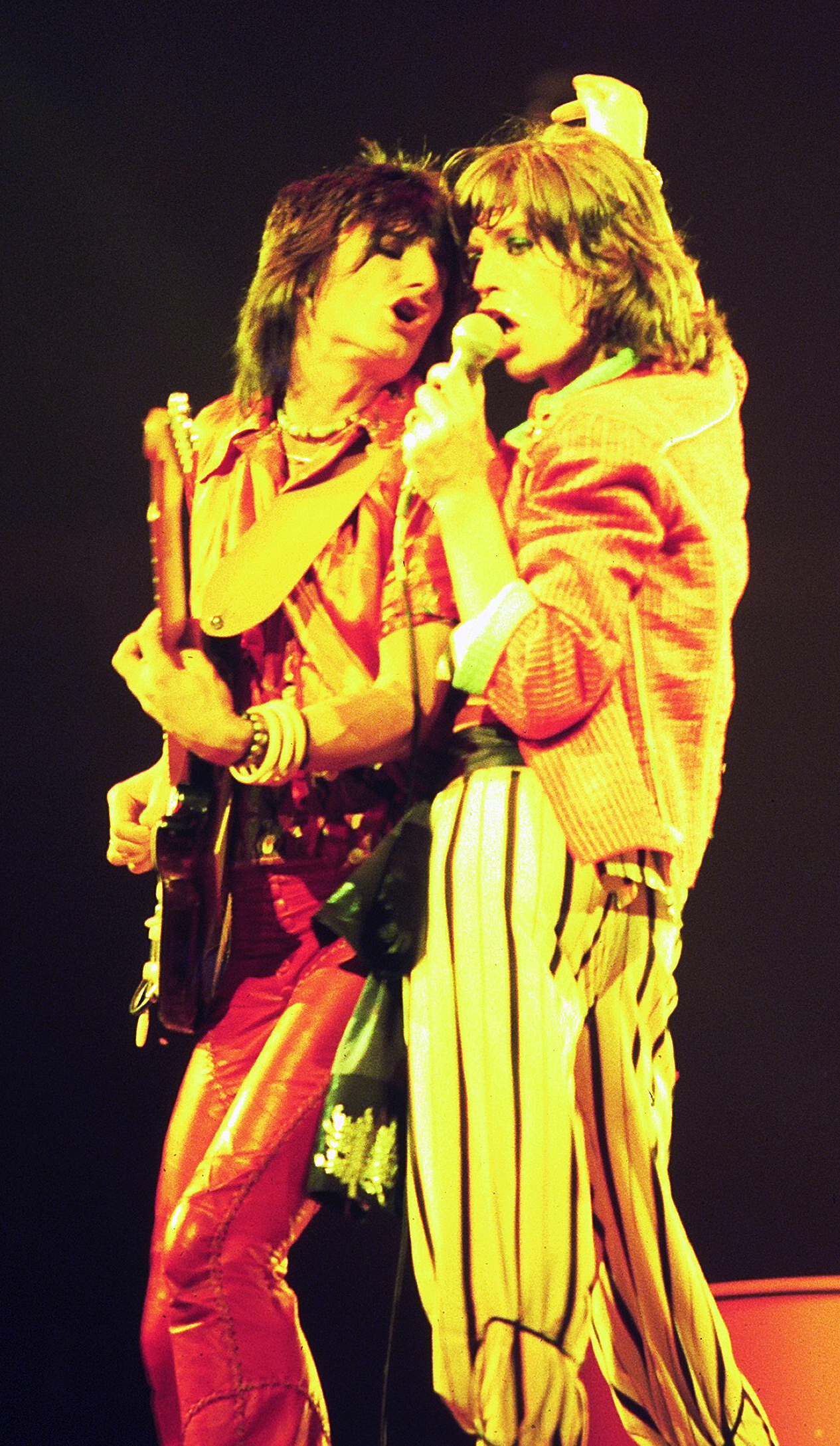
Ronnie Wood (izquierda) y Mick Jagger con los Rolling Stones en 1975.

Tras la salida de Mick Taylor de los Rolling Stones en diciembre de 1974, Wood tomó parte de las sesiones de grabación del álbum Black and Blue en 1975. Aunque todavía era miembro de Faces, el músico salió de gira con los Stones en 1975. A finales de ese año Faces anunció su separación y Wood fue nombrado miembro oficial de los Rolling Stones en febrero de 1976.
Mick Taylor aportaba a los Stones una técnica depurada y un sonido claro, mientras que Ron Wood les dio un sonido agresivo, impulsivo, lleno de expresividad, sombrío en ocasiones, dulcemente melódico en otras y con él en la banda volvió la "forma antigua de tejer", que es una combinación en la que no se establece una guitarra exclusivamente rítmica y otra líder, sino que dos guitarras zigzagueantes tejen una compleja trama. Cuando Mick Taylor dejó el grupo, para ocupar su lugar, entre otros nombres se barajaron los de Eric Clapton, Jeff Beck o Rory Gallagher. Aunque Ronnie quizás no fuera el mejor guitarrista de todos ellos, no sólo bastaba con saber tocar la guitarra: era primordial saber convivir con los Stones, y esa fue una de las razones por las que Ronnie se convirtió en miembro de la banda; sin olvidar su forma de tocar, su capacidad de encajar en el grupo musicalmente, y por último, el ser inglés; circunstancia ésta que también tuvo bastante que ver en su aceptación. 
Ocasionalmente también tocó el bajo, como se vio durante las presentaciones en vivo de «Fingerprint File» en 1975, cuando Mick Jagger tocaba la guitarra rítmica y el bajista Bill Wyman se centraba en el sintetizador; otro canción en la que aportó el bajo fue en el sencillo de 1980 «Emotional Rescue».
Además, ha contribuido en la composición de varias canciones de los Stones, como «Dance (Pt. 1)», «Black Limousine», «One Hit (to the Body)» y «Had It With You».
En 1975, Wood publicó su segundo álbum de estudio, Now Look. 
Su tercera producción, Gimme Some Neck, salió al mercado en 1979. Para promoverlo, Wood organizó una gira con una banda llamada The New Barbarians, tocando una veintena de conciertos en Canadá y en los Estados Unidos durante abril y mayo; y en el Reino Unido durante el mes de agosto.

### Años 1980

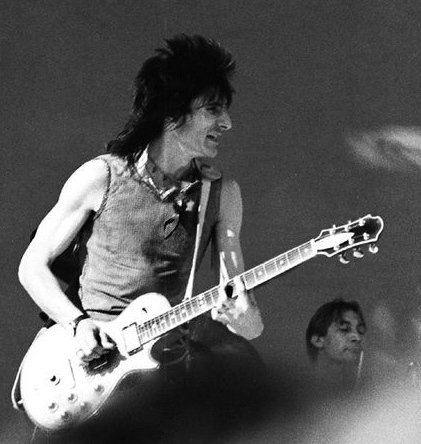
en vivo junto con los Stones en San Francisco 1981.

A lo largo de la década de 1980, Wood tocó como miembro oficial de los Rolling Stones, siguió con su carrera en solitario publicando el álbum 1.2.3.4 en 1981 y realizó varias colaboraciones con otros artistas como Prince, Bob Dylan, David Bowie, Eric Clapton, Bo Diddley, Ringo Starr y Aretha Franklin.
En el concierto Live Aid de 1985 en Filadelfia, Wood junto con Keith Richards aparecieron en escena con Bob Dylan. Durante la interpretación de la canción «Blowin' in the Wind», una de las cuerdas de la guitarra de Dylan se rompió. Wood le dio a Dylan su guitarra y empezó a simular que tocaba una guitarra imaginaria mientras un miembro del equipo le consiguió una de reemplazo.

### Años 1990
En 1990 Wood se convirtió en un socio de pleno derecho en la organización financiera de los Rolling Stones. Durante la década de 1990 los Rolling Stones pubicaron dos álbumes de estudio y tres discos en directo, realizando giras en 1990, 1994–95 y 1997–99.
Adicionalmente, Wood publicó su séptimo álbum en solitario, Slide on This, en 1992, realizando una gira promocional por Norteamérica y Japón. Su aparición en 1993 con Rod Stewart en el programa MTV Unplugged dio como resultado un exitoso álbum titulado Unplugged...and Seated. En 1996 participó en la grabación del álbum de Bo Diddley A Man Amongst Men, tocando la guitarra slide en las canciones «Hey Baby», «A Man Amongst Men» y «Oops! Bo Diddley».

### Años 2000

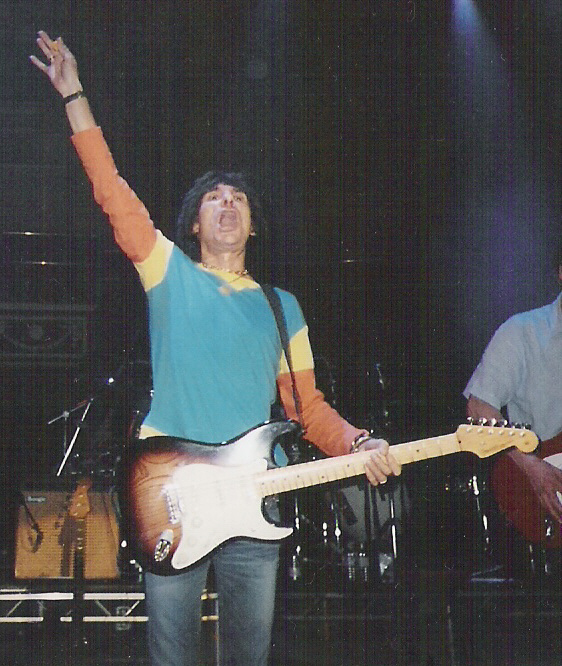
Ronnie Wood en 2004.

Desde el año 2000 Wood ha combinado su trabajo en solitario con sus deberes como músico de los Stones. Tras el lanzamiento en 2001 de su álbum Not for Beginners, Wood realizó una gira por el Reino Unido en 2001 y formó su propio grupo, The Ronnie Wood Band, donde incluyó algunos miembros de su familia y a los reconocidos músicos Slash y Andrea Corr. Después de la gira, se lanzó un DVD llamado Far East Man. 
Wood estuvo de gira con los Stones entre 2002 y 2003; en 2004 realizó varios conciertos únicos y apariciones especiales, incluidas varias apariciones con Rod Stewart. Más adelante en el año, los dos expresaron intenciones de terminar el trabajo de estudio en un álbum colaborativo titulado You Strum and I'll Sing. Sin embargo, en 2005, Wood volvió a estar ocupado con los Stones cuando la banda grabó su álbum A Bigger Bang. Aunque solo tocó en 10 de las 16 canciones del álbum, Wood se embarcó en la gira que duró hasta agosto de 2007.
En 2005 Wood lanzó su propia compañía discográfica, Wooden Records, que ha publicado grabaciones de su hija Leah y de The New Barbarians.
En noviembre de 2006, durante un descanso del A Bigger Bang Tour de los Stones, Wood tocó la guitarra en tres canciones para el álbum Music City Soul del artista británico de soul Beverley Knight, lanzado en 2007.
El 9 de mayo de 2009, Wood junto con los miembros de los Red Hot Chili Peppers, Anthony Kiedis, Flea, Chad Smith y el músico Ivan Neville tocaron bajo el nombre "The Insects" en el quinto evento anual de MusiCares en honor a Kiedis.
El 11 de agosto de 2009, Wood se unió a Pearl Jam en el escenario del Shepherd's Bush Empire en Londres para interpretar una versión de «All Along the Watchtower» de Bob Dylan.
El 25 de octubre de 2009, Wood, Ian McLagan y Kenney Jones unieron fuerzas para una actuación de los Faces en el Royal Albert Hall de Londres. Bill Wyman tocó el bajo y la voz principal fue compartidas por varios artistas, especialmente Mick Hucknall. Rod Stewart, quien antes había negado los rumores de una reunión de los Faces en 2009, no estuvo presente.
El 2 de noviembre de 2009, Wood recibió un premio de "Contribución sobresaliente" en la ceremonia del Classic Rock Roll of Honor en Londres. Pete Townshend presentó el premio.

### Años 2010

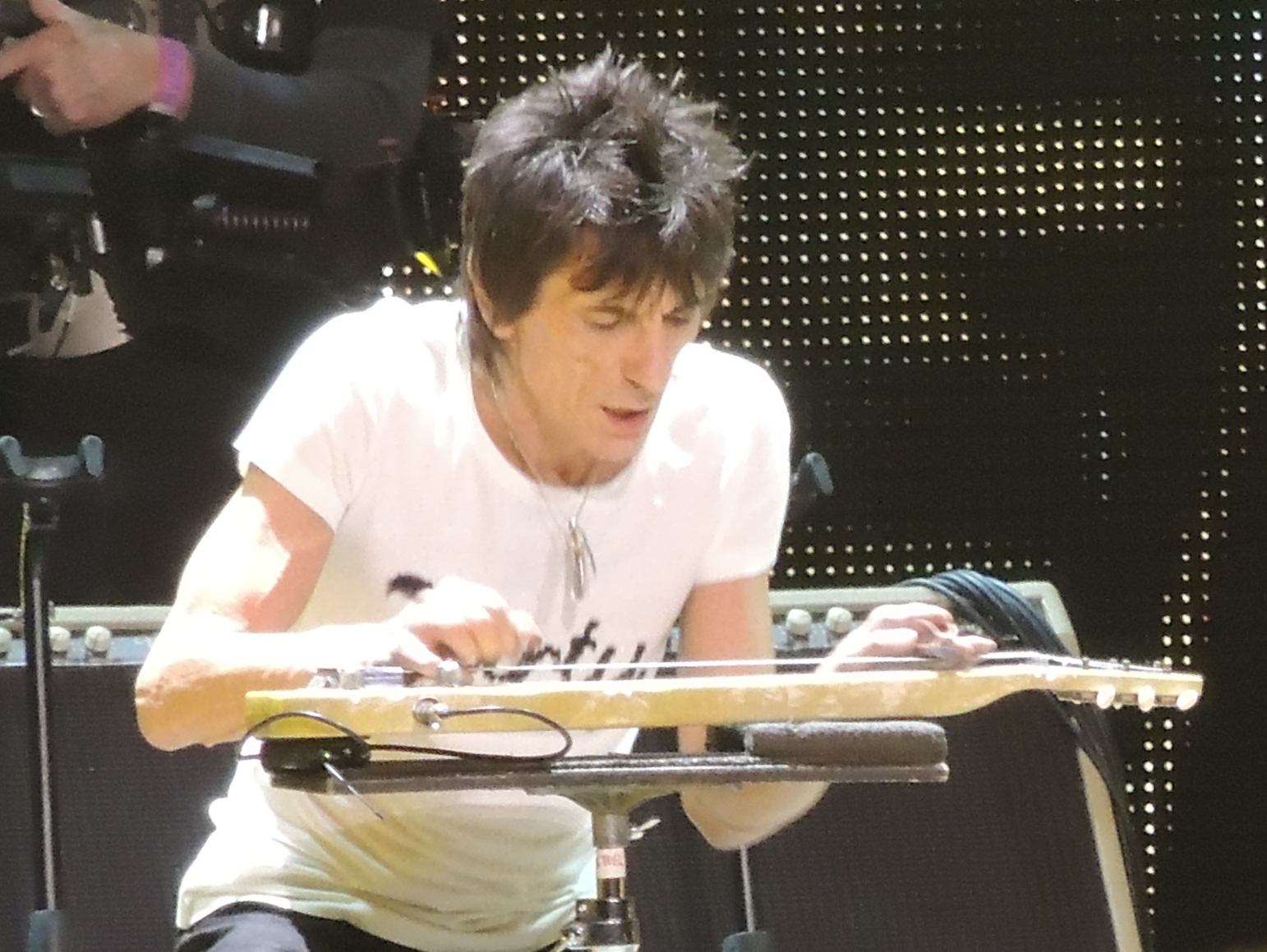
Wood, junto con los Stones, en el tour 50 & Counting, en diciembre de 2012.

Desde el 9 de abril de 2010, Wood presentó su propio programa de radio en Absolute Radio. Transmitido el día sábado por la noche a las 10 p. m., el programa de una hora consiste en Wood tocando canciones de artistas con los que ha trabajado y otros favoritos personales.
El 28 de septiembre de 2010 sacó a la venta su noveno álbum de estudio en solitario titulado I Feel Like Playing, el primero desde Not for Beginners en 2001, con colaboraciones de lujo como Slash, Flea, Billy Gibbons, Kris Kristofferson, Eddie Vedder, Bernard Fowler, Darryl Jones y Jim Keltner.
En mayo de 2011, Wood ganó el premio Sony Radio Personalidad del Año por The Ronnie Wood Show.
El 18 de diciembre de 2014 cantó con la banda One Direction interpretando la canción «Where Do Broken Hearts Go» en la final del programa The X Factor UK.

## Vida personal

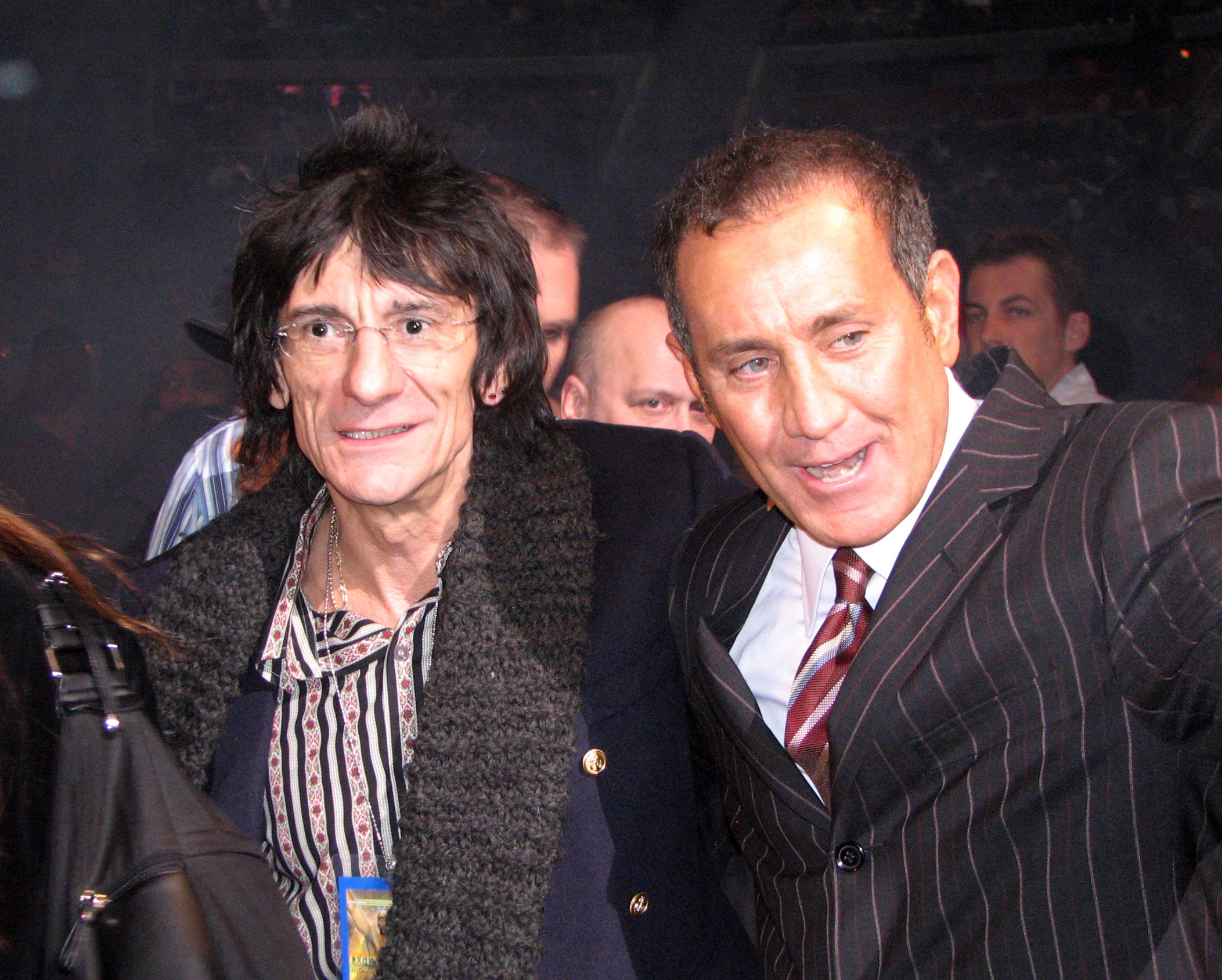
Wood con el promotor Joseph Donofrio, 2006.

Wood tiene seis hijos. Tuvo a Jesse con su primera esposa, Krissy Findlay, una modelo con la que estuvo casado entre 1971 y 1978. Durante esa época tuvo un romance con la exesposa del músico George Harrison, Pattie Boyd. Findlay murió en 2005. En 1985 Wood se casó con su segunda esposa, Jo Karslake, madre de su hija Leah y de su hijo Tyrone. El músico además tiene seis nietos.
Sus dos hermanos mayores, Art y Ted, fueron músicos y artistas visuales. Ted Wood falleció en 2004 y Art Wood en 2006.
Wood ha sido franco sobre su lucha contra el alcoholismo; Aunque los informes entre 2003 y 2006 indicaban que había estado sobrio desde el Licks Tour de los Stones durante los años 2002-2003, en junio de 2006 se informó que Wood entró en rehabilitación luego de un período de mayor abuso de alcohol. Para julio de 2008, ITN informó que Wood se había registrado en rehabilitación un total de seis veces, la última antes de la boda de su hija, Leah. Tenía planes una vez más para una séptima admisión. Wood también tomó a la filatelia como parte de su rehabilitación de alcoholismo.
En julio de 2008 dejó a su esposa por Katia Ivanova, a quien había conocido en un club de Londres. Wood volvió a registrarse en rehabilitación el 16 de julio de 2008. Jo Wood solicitó el divorcio, que fue otorgado en 2009.
El 3 de diciembre de 2009, Wood fue arrestado por hechos relacionados con un "incidente doméstico". Fue advertido por este delito el 22 de diciembre de 2009.
El 21 de diciembre de 2012 se casó con Sally Humphreys, propietaria de una compañía de teatro. Sus hijas, llamadas Gracie Jane y Alice Rose, nacieron el 30 de mayo de 2016, justo antes del cumpleaños número 69 del músico el 1 de junio de 2016.
En 2017 Wood fue diagnosticado con cáncer de pulmón que requiere la extirpación parcial de su pulmón. El músico rechazó la quimioterapia porque no quería perder su cabello. Más tarde reveló que, tras realizársele ciertos procedimientos, logró librarse completamente del cáncer.
Ronnie Wood tiene un gran interés en la cría y las carreras de purasangre. Uno de sus caballos más conocidos es Sandymount Duke, criado por Wood, que ha competido tanto en carreras planas como en saltos con la entrenadora Jessica Harrington. En enero de 2019, se anunció que Sandymount Duke participaría del Grand National en el hipódromo de Aintree. Sin embargo, un revés en el entrenamiento evitó que el caballo tomara su lugar en el campo.

## Carrera artística

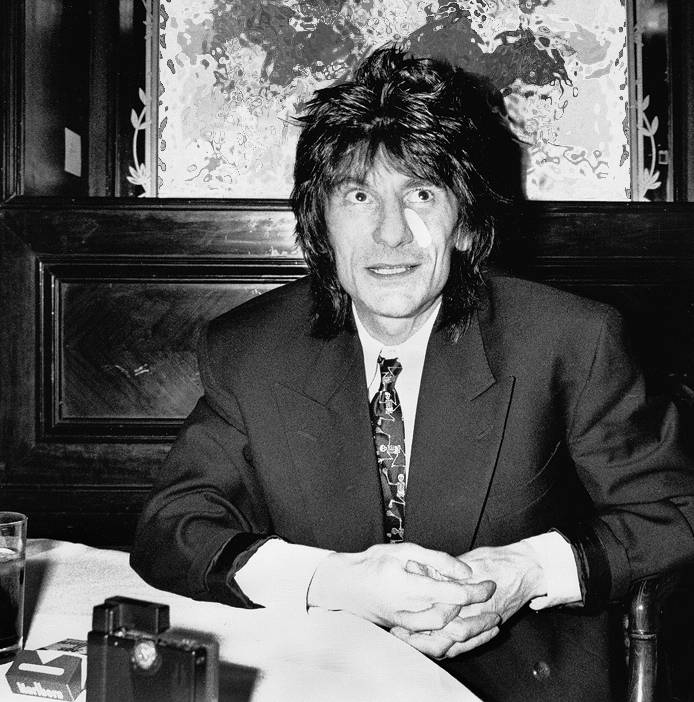
Wood en una exhibición de arte en la ciudad de Malmö en 1988.

Wood es un reconocido artista visual. Cuando era niño, sus dibujos aparecieron en el programa de televisión de la BBC Sketch Club; ganó una de las competencias de ese programa, un logro al que se refiere como su "despertar al arte". Siguió estudiando en el Ealing Art College, como lo habían hecho sus dos hermanos. Otros músicos notables, Freddie Mercury de Queen y Pete Townshend de The Who, también asistieron a dicha escuela en la década de 1960.
Las pinturas, los dibujos y los grabados de Wood con frecuencia presentan íconos de la cultura popular y han sido exhibidos en todo el mundo. Creó la portada del álbum Crossroads de Eric Clapton en 1988. Varias de sus pinturas, incluida una obra encargada por Andrew Lloyd Webber, se exhiben en el teatro Drury Lane de Londres. El crítico de arte Brian Sewell se ha referido a Wood "un artista consumado y respetable"; y la revista South Bank Show ha dedicado un programa completo a su faceta artística. Wood ha mantenido una relación de larga data con la galería de arte San Francisco Art Exchange, que expuso por primera vez su obra en 1987. Wood también es el copropietario (junto con sus hijos Jamie y Tyrone) de una galería de arte londinense llamada Scream.

## Libros, películas y apariciones en televisión
Hasta la fecha, Wood ha publicado tres libros: una breve colección de anécdotas autobiográficas titulada The Works, ilustrada por él mismo, coescrita por Bill German y publicada en 1988; un libro de arte de edición limitada titulado Wood on Canvas: Every Picture Tells a Story, publicado en 1998 por Genesis Publications; y su autobiografía de 2007 Ronnie, escrita en colaboración con su yerno Jack MacDonald y Jeffrey Robinson.
Además de numerosas películas, transmisiones y documentales de conciertos de Faces y The Rolling Stones, Wood se presentó junto con The Band, Bob Dylan y muchos otros en el final del documental The Last Waltz, filmado en 1976.
Ha aparecido en películas como The Deadly Bees (1967), The Wild Life (1984) y 9½ Weeks (1986), así como en programas de televisión como The Rutles: All You Need Is Cash (1978). En octubre de 2007, Wood apareció en el programa de televisión Top Gear, logrando un tiempo de vuelta de 1:49.4.
El 17 de octubre de 2017, se publicó su autobiografía Ronnie Wood: Artist.

## Discografía

### Álbumes de estudio
- I've Got My Own Album to Do (1974/Warner Bros.)
- Now Look (1975/Warner Bros.)
- Gimme Some Neck (1979/Columbia)
- 1.2.3.4 (1981/Columbia)
- Slide on This (1992/Continuum)
- Not for Beginners (2001/SPV)
- I Feel Like Playing (2010/Eagle)

### Álbumes en vivo
- Live at the Ritz (1988/Victor) con Bo Diddley
- Slide on Live: Plugged in and Standing (1993/Continuum)
- Live and Eclectic (2000/SPV)
- Buried Alive: Live in Maryland (2006/Wooden) con the New Barbarians
- The First Barbarians: Live from Kilburn (2007/Wooden)

### Álbumes recopilatorios
- Always Wanted More (2001/SPV)
- Ronnie Wood Anthology: The Essential Crossexion (2006/Virgin)

### Con The Rolling Stones
- Black and Blue (1976/Atlantic)
- Some Girls (1978/Atlantic)
- Emotional Rescue (1980/Atlantic)
- Tattoo You (1981/Atlantic)
- Undercover (1983/Atlantic)
- Dirty Work (1986/Columbia)
- Steel Wheels (1989/Columbia)
- Voodoo Lounge (1994/Virgin)
- Stripped (1995/Virgin)
- Bridges to Babylon (1997/Virgin)
- A Bigger Bang (2005/Virgin)
- Blue & Lonesome (2016/Polydor)
- Hackney Diamonds (2023/Polydor)